# Муйдинова, Саходатхон
Саходатхон Муйдинова — советский хозяйственный, государственный и политический деятель, Герой Социалистического Труда.

## Биография
Родилась в 1952 году в Мархаматском районе. Член КПСС.
С 1968 года — на хозяйственной, общественной и политической работе. В 1968—1956 гг. — табельщица местного колхоза, бригадир хлопководческой бригады колхоза имени Куйбышева Мархаматского района Андижанской области Узбекской ССР.
Указом Президиума Верховного Совета СССР от 26 февраля 1981 года присвоено звание Героя Социалистического Труда с вручением ордена Ленина и золотой медали «Серп и Молот».
Избиралась депутатом Верховного Совета Узбекской ССР 9-го и 10-го созывов.
Делегат XXVII съезда КПСС.
Живёт в Узбекистане.